# Lávagém
A lávagém (Butorides sundevalli) a madarak (Aves) osztályának gödényalakúak (Pelecaniformes) rendjébe, ezen belül a gémfélék (Ardeidae) családjába és a gémformák (Ardeinae) alcsaládjába tartozó faj.

## Rendszerezése
A fajt Anton Reichenow német ornitológus írta le 1877-ben, az Ardea nembe  Ardea Sundevalli néven. Szerepelt a mangrovegém (Butorides striata) alfajaként Ardeola striatus sundevall néven is.

## Előfordulása
A Galápagos-szigetek területén honos. Természetes élőhelyei a mangroveerdők és tengerpartok.

## Megjelenése
|  |

## Életmódja
Tápláléka halakból és rákokból áll.

## Természetvédelmi helyzete
A Természetvédelmi Világszövetség Vörös listáján nem szerepel.

## További információ
- Képek az interneten a fajról
- Xeno-canto.org - a faj hangja és elterjedési területe